# Traill Ø
Traill Ø – niezamieszkana wyspa u wschodnich wybrzeży Grenlandii położona na Morzu Grenlandzkim, nazwana na cześć szkockiego zoologa Thomasa Stewarta Trailla. Jest to druga co do wielkości wyspa u wschodniego wybrzeża Grenlandii (po Ziemi Milne’a). Na północ od niej znajduje się mniejsza Wyspa Towarzystwa Geograficznego. Powierzchnia wyspy wynosi 3541,6 km², jej najwyższy szczyt wznosi się na 1884 m n.p.m., długość jej linii brzegowej to 379,1 km.